# Évrecy
Évrecy é uma comuna francesa na região administrativa da Normandia, no departamento Calvados. Estende-se por uma área de 8,28 km². Em 2010 a comuna tinha 2 027 habitantes (densidade: 244,8 hab./km²).